# U-485
Unterseeboot 485 foi um submarino alemão do Tipo VIIC, pertencente a Kriegsmarine que atuou durante a Segunda Guerra Mundial.

## Comandantes
| Comandante            | Data                                         |
| --------------------- | -------------------------------------------- |
| Kptlt. Friedrich Lutz | 23 de fevereiro de 1944 - 12 de maio de 1945 |

## Subordinação
Durante o seu tempo de serviço, esteve subordinado às seguintes flotilhas:
| Período                                         | Flotilha                                   |
| ----------------------------------------------- | ------------------------------------------ |
| 23 de fevereiro de 1944 - 31 de outubro de 1944 | 5. Unterseebootsflottille (treinamento)    |
| 1 de novembro de 1944 - 8 de maio de 1945       | 11. Unterseebootsflottille (serviço ativo) |